# Pieds secs, pieds mouillés
Pieds secs, pieds mouillés (Wet feet, dry feet en anglais) était une politique américaine concernant l'immigration cubaine. Elle visait à offrir un permis de résidence aux cubains ayant réussi à poser le pied sur le sol américain (« pieds secs ») alors que ceux récupérés en mer (« pieds mouillés ») étaient expulsés vers Cuba.
L'administration Obama met fin à cette politique en janvier 2017, quelques jours avant la fin du dernier mandat de président de Barack Obama.